# Tomáš Kalas
Tomáš Kalas (ur. 15 maja 1993 w Ołomuńcu) – czeski piłkarz grający na pozycji obrońcy w Bristol City.

## Kariera klubowa
Karierę piłkarską rozpoczął w Sigmie Ołomuniec. 5 maja 2010 roku zadebiutował w jej barwach w wygranym 2:0 meczu ze Slovanem Liberec, w którym zagrał przez pełne 90 minut. W sezonie 2009/2010 był to jego jedyny występ w czeskiej lidze. 7 lipca 2010 podpisał kontrakt z Chelsea. Według mediów kwota transferu wyniosła około pięć milionów funtów. Wcześniej zainteresowanie jego pozyskaniem wyrażały m.in. Arsenal, A.C. Milan, Bayer 04 Leverkusen i TSG 1899 Hoffenheim.
Po podpisaniu kontraktu z Chelsea, Kalas powrócił do Sigmy na zasadzie wypożyczenia. Po raz pierwszy w sezonie 2010/2011 wystąpił 4 października w przegranym 0:1 meczu ze Spartą Praga. Następnie zagrał w końcówce spotkania z Bohemians 1905, natomiast później zaliczył dwa pojedynki w podstawowym składzie. Na początku stycznia 2011 powrócił do Chelsea i rozpoczął występy w zespole rezerw. Zadebiutował w nim 21 lutego w zremisowanym 2:2 meczu z Aston Villą. Łącznie w sezonie 2010/2011 rozegrał w rezerwach 10 meczów. Wraz z nimi został mistrzem ligi.
Latem 2011 roku wraz z pierwszym zespołem Chelsea rozpoczął przygotowania do nowego sezonu. 22 sierpnia został wypożyczony na rok do holenderskiego SBV Vitesse. 17 września zadebiutował w jego barwach w Eredivisie w wygranym 5:0 meczu z Rodą Kerkrade. W holenderskim zespole szybko wywalczył miejsce w podstawowym składzie – w sezonie 2011/2012 rozegrał 29 spotkań. W lipcu 2012 jego wypożyczenie do Vitesse zostało przedłużone.
11 czerwca 2014 został wypożyczony do 1. FC Köln.
9 stycznia 2015 został wypożyczony do Middlesbrough.
13 lipca 2016 roku został wypożyczony do Fulham.

## Kariera reprezentacyjna
Kalas w barwach narodowych zadebiutował 5 września 2009 roku, grając w meczu kadry do lat 17 z Białorusią. Następnie był podstawowym zawodnikiem reprezentacji U-17, 8 lutego 2010 strzelił swojego pierwszego gola – zdobył bramkę w spotkaniu z Norwegią, przyczyniając się do remisu 3:3. W maju wraz z kadrą wziął udział w mistrzostwach Europy do lat 17, które odbyły się w Liechtensteinie. Wystąpił w trzech meczach grupowych, w tym w ostatnim przeciwko Grecji, w którym w 65 minucie otrzymał czerwoną kartkę.
W sierpniu 2010 roku Kalas wraz kadrą U-18 brał udział w Memoriale Václava Ježeka. W jego ramach wystąpił w trzech spotkaniach (w dwóch przez pełne 90 minut). 19 maja 2011 zadebiutował w reprezentacji do lat 19, grając w zremisowanym 0:0 spotkaniu kwalifikacji do mistrzostw Europy z Rosją. W eliminacjach wystąpił jeszcze w dwóch innych pojedynkach, zakończonych zwycięstwem Czechów i awansem tej reprezentacji do turnieju finałowego europejskiego czempionatu.
W mistrzostwach Europy 2011, które odbyły się w Rumunii Kalas był podstawowym zawodnikiem reprezentacji Czech do lat 19. Wystąpił w trzech meczach grupowych przez pełne 90 minut, następnie zagrał w półfinałowym spotkaniu z Serbią. Na początku pojedynku zdobył swojego pierwszego gola w kadrze U-19 (dobitka strzału głową), wyprowadzając reprezentację na prowadzenie 2:0. Mecz zakończył się zwycięstwem Czechów 4:2 i awansem do finału. W nim Kalas wystąpił w podstawowym składzie, natomiast jego reprezentacja przegrała z Hiszpanią 2:3 po dogrywce i została wicemistrzem Europy.
6 września 2011 roku zadebiutował w reprezentacji do lat 21 w zremisowanym 1:1 meczu z Armenią.
14 listopada 2012 zadebiutował w dorosłej reprezentacji w wygranym 3:0 towarzyskim meczu ze Słowacją.